# NGC 4314
NGC 4314 é uma galáxia espiral barrada (SBa) localizada na direcção da constelação de Coma Berenices. Possui uma declinação de +29° 53' 45" e uma ascensão recta de 12 horas, 22 minutos e 31,8 segundos.
A galáxia NGC 4314 foi descoberta em 13 de Março de 1785 por William Herschel.